# Ніарі
Ніарі (фр. Niari) — один з департаментів Республіки Конго. Розташований на південному заході країни. Адміністративний центр департаменту — місто Лубомо.
На півночі і північному заході межує з Габоном, на південному заході з департаментом Куїлу, на південному сході з департаментом Буенза, на сході з департаментом Лекуму.
Назва департаменту походить від річки Ніарі, яка в нижній течії називається Куїлу.

## Адміністративний поділ
Департамент Ніарі складається з 14 округів (дистриктів):
- Банда (6910 осіб)
- Дівені (13 549 осіб)
- Кібангу (17 928 осіб)
- Кімонго (19 578 осіб)
- Лондела-Кає (8150 осіб)
- Луваку (13 408 осіб)
- Мбінда (4783 осіб)
- Макабана (14 164 осіб)
- Північний Мунгунду (+1385 осіб)
- Південний Мунгунду (5703 осіб)
- Мутамба (10 385 осіб)
- Майоко (5147 осіб)
- Ньянга (9340 осіб)
- Яя (3805 осіб)